# Маяк Маунт-Дезерт
Маяк Маунт-Дезерт (англ. Mount Desert Light) — маяк, расположенный на острове Маунт-Дезерт-Рок, округ Хэнкок, штат Мэн, США. Построен в 1824 году. Автоматизирован в 1977 году.

## Местоположение
Небольшой безлесный каменистый остров Маунт-Дезерт-Рок находится к югу от более крупного острова Маунт-Дезерт. Расположение острова таково, что через него проходят многие торговые пути залива Мэн, потому маяк на нем был необходим для безопасного судоходства во всем заливе.

## История
В 1829 году Конгресс США выделил 5 000$ для строительства маяк на острове Маунт-Дезерт-Рок. Летом 1830 года работы маяк был открыт. Он представлял собой каменное жилище смотрителя, на крыше которого располагалась деревянная башня маяка. Поскольку остров расположен в открытом море, он довольно часто страдал от непогоды, к тому же, свет маяка был недостаточно сильным. В 1847 году Конгресс США выделил 15 000$ на перестройку маяка. Строительные работы были завершены в 1850 году. Новый маяк был построен отдельно от дома смотрителя и представлял собой коническую башню из гранитных блоков высотой 17 метров. Линза Френеля была установлена на маяк в 1857 году. Новый дом смотрителя был построен из дерева в 1876 году. Маяк был автоматизирован Береговой охраной США в 1977 году.
В 1980 году он был включен в Национальный реестр исторических мест.
В 1998 году в рамках программы "Маяки штата Мэн" маяк перешел в собственность Атлантического Колледжа. Он используется в качестве экологической исследовательской станции, занимающейся наблюдением за финвалами и горбатыми китами.